# 遺品の声を聴く男
『遺品の声を聴く男』（いひんのこえをきくおとこ）は、2009年から2014年までテレビ朝日系「土曜ワイド劇場」で放送されたテレビドラマシリーズ。全5回。主演は奥田瑛二。製作はABCとドリマックス・テレビジョン。
遺された遺品から死者の思いを読み取る遺品整理屋の男が、事件の裏に隠された真相を暴きだす。
奥田瑛二の、土曜ワイド劇場初主演作品である。

## 登場人物

### 遺品回収業「ジャーニーサポート」
各務章祐（かがみ しょうすけ）
演 - 奥田瑛二
腕の立つ、遺品整理屋の男。卓越した洞察力で遺された遺品から死者の思い・人格・人生全てを読み取る。妻亡き後独身生活が長かったため料理が得意。かつては仕事人間であり、妻が病に侵されていることに気付けずに死なせてしまった後悔から、「家族の繋がり」を誰よりも重んじている。
樋口奈央（ひぐち なお）
演 - 佐藤めぐみ
各務の助手。へなちょこな新人。料理が下手。初めの頃は各務のことを変人と思っていたが、今では各務を尊敬している。
玉枝陽子（たまえ ようこ）
演 - 渡辺えり
各務・樋口の勤務する遺品回収業「ジャーニーサポート」社長。各務の亡き妻の友達。各務のことを「章祐ちゃん」と呼び、奈央のことは「ひぐっち」と呼んでいる。
陽子自身は、各務から「玉枝さん」と呼ばれており、お互いにタメ口で会話している。

### その他
佐久間杏樹（さくま あんじゅ）
演 - 荒井萌
各務の姪。両親の死後各務と暮らしている。第1作時点で一緒に住んで5年。
父親の病死後、母親が四十九日の法要の日に事故死。当初警察から「自殺の疑いがある」と言われ、大きなショックを受けていたが、各務が遺品整理をした結果、自殺ではなく、「不幸な事故」ということがはっきりと証明された。このことは、奈央に遺品整理がとても大切な仕事であると気付かせるものとなった。
第4作まで高校生で第5作から大学生。

### ゲスト
第1作（2009年）
- 野村真紀（田原の次女・20年前 田原が逮捕された後に野村家の養子になる） - 安達祐実（幼少期：畠山彩奈）
- 田原信夫（無理心中事件で死んだ男） - 春田純一
- 中島修一郎（20年前の連続婦女暴行殺人事件当時の新宿中央署署長） - 浜田晃
- 鈴木始、鈴木満子（ドラマ冒頭部にて亡くなった親の遺品整理を各務に依頼した弟姉） - 林和義、佐藤直子
- 宮崎（20年前の連続婦女暴行殺人事件の当時の雑誌記事のライター） - 黒沼弘己
- 中島加代子（中島の妻） - 村上理子
- 佐藤紀代美（無理心中事件で田原に殺された女・スナックのママ） - 中村敦子
- 20年前の連続婦女暴行殺人事件の真犯人 - 中谷竜
- 佐伯猛（新宿中央署刑事・各務とは仕事で付き合いがある） - 光石研
- その他 - 浦ちあき

第2作（2010年）
- 速水正一（会社経営に失敗し15年前に失踪） - 佐野史郎
- 阿久津信也（速水と玲子の息子） - 浅利陽介（幼少期：猪野竜平）
- 澤田孝（死亡した1人暮らしの男性・速水正一の旧友であり速水の失踪後、残された妻子の面倒を見てきた） - 伊藤正之
- 岡部和代（澤田の元妻・自分や娘を捨てて阿久津玲子に走ったと恨んでいた） - 円城寺あや
- 田嶋正巳（闇金融の男・澤田に融資があり追い込みをかけていた） - 木下ほうか
- 山形（ドラマ冒頭部にて孤独死した元妻の遺品を引き取る） - 左右田一平
- 澤田孝のアパートの大家 - 諏訪太朗
- 松木（戸部東署刑事） - 迫田孝也
- バーホステス - 城戸美夜
- 安藤陽司（15年前に殺された田嶋の部下） - 武井秀哲
- 岡部理香（澤田と和代の娘） - 渡辺恵弥（現：鳳恵弥）（幼少期：吉崎莉愛）
- 刑事 - 兒玉宣勝
- ドラマ冒頭部のアパート住民 - 宇賀那健一
- 鈴木（ドラマ冒頭部のアパート大家） - 三差長雄
- 刑事 - 古賀テンマ
- 阿久津玲子（速水正一の元妻・心臓病にて厚木市立病院で病気療養中） - 石野真子
- その他 - 前野朋哉、田中深結

第3作（2012年）
- 桜木英子 - とよた真帆

老人介護サービス会社「SCNグループ」社長。裸一貫で起業し、富裕者向けにターゲットを絞った営業戦略で業績を拡大してきた。金子からの寄付金をはした金として固辞する。しかし、金子との間には秘密の過去があった。
- 沢口花梨 - 高部あい

SCN経営の特別養護老人ホーム「卯月の里」介護ヘルパー。金子を、亡くなった父親のように慕っていた。各務と奈央に「卯月の里」の闇の部分を話す。
- 金子俊光 - 冨家規政

死亡した奈央の顧客。パン工房「ARISHIMA」で働き、少ない給料の中から老人ホーム「卯月の里」への寄付金を40万円ほど貯めていた。そんなある日、歩道橋の階段から転落死する。
- 村田修一（パン工房「ARISHIMA」職人） - 五代高之
- 川崎（パン工房「ARISHIMA」職人） - ウダタカキ
- 水原勇樹 - 前田倫良

「卯月の里」介護ヘルパーで花梨の同僚。内部告発をしようとして何者かに殺される。
- 「卯月の里」ヘルパー（飯島側のスパイとして各務と奈央の動きをマークする） - 三上潤
- 上原（綾川南署刑事・中村の後輩） - 本田修
- 綾川南署の立ち番の警官 - 野村修一
- 「卯月の里」入居者 - 二宮弘子
- 冒頭部の救急隊員 - 佐川祐平
- 金子の住居の大家 - 山田吾一
- 有島輝夫 - 志賀廣太郎

金子が勤務していたパン工房「ARISHIMA」社長。本業の傍ら刑務所服役者の更生支援を行なっている。
- 飯島亮二 - 半海一晃

「卯月の里」施設長でSCN副社長。桜木英子と二人三脚でSCNを拡大していった。金子と英子の過去をネタにして、会社の経営権と貞操を奪おうとする。
- 中村欣也 - 中西良太

綾川南署刑事。水原勇樹の殺人事件の犯人として花梨をマークする。
- その他 - 草野速仁

第4作（2013年）
- 小森由起恵（翔太の母・芳雄の妻） - 加藤貴子
- 小森芳雄（翔太の父） - 田中要次
- 乾勲（雪乃の父） - 森下能幸
- 羽田祐介（篤史の父） - 趙珉和
- 長谷川香織 - 渋谷飛鳥（幼少期：篠川桃音）

長谷川伸之の娘。父親との確執の末、7年前に家を飛び出し、南房総の坪倉総合病院で看護師をしていた。3週間前、崖から転落して死亡。警察は崖の花を取ろうとした末の事故死と判断したが、各務は他殺と見抜く。
- 沢村隼人 - 反田孝幸

長谷川香織の恋人。3年前に自動車事故で小学生3人を死亡させ、八潮市の交通刑務所に収監されていた。香織が亡くなる1週間前に出所し、香織の事故死を知り、各務と奈央の前に現れる。
- 松崎（千駄ヶ谷署刑事） - デビット伊東
- 坪倉晴彦（坪倉総合病院事務長・病院長の息子だったが医者になれずに事務長の座になった） - 山口翔悟
- 野口（千駄ヶ谷署刑事） - 佐野圭亮
- 岡部智也（坪倉総合病院内科医師・香織とは学生時代からの知り合い） - 久保山知洋
- 南房総署警務課課員 - 草野速仁
- アナウンサー - 四家秀治
- 佐久間（坪倉総合病院の入院患者） - 山本道子
- 坪倉総合病院の入院患者 - よしのよしこ、しのへけい子
- 山本（坪倉総合病院の入院患者） - やまだまいこ
- 小森翔太（3年前の自動車事故の被害者） - 木村聖哉
- 羽田篤史（3年前の自動車事故の被害者） - 佐藤瑠生亮
- 乾雪乃（3年前の自動車事故の被害者） - 甲斐恵美利
- 長谷川伸之 - 中尾彬

弁護士。「ジャーニーサポート」に、死亡した娘・香織の遺品の整理を依頼する。確執の末家を飛び出した香織の遺品をゴミ扱いし、早く処分してくれと頼む。
- その他 - 入江純

第5作（2014年）
- 高樹百合子 - 藤吉久美子

沙織の母。かつてはピアニストだったが両親と夫を喪った事故をきっかけにその道を断念し、娘の沙織に道を託す。
- 本島弘人（沙織のマネージャー） - 金井勇太
- 福原忠雄 - 遠山俊也

「自殺した」フリーライター。元戦場ジャーナリスト。妹の瞳の自殺をきっかけにフリーライターに転身する。
- 小野寺隆（「週刊現在」編集者・福原忠雄の仕事のパートナー） - 阪田マサノブ
- 安田（戦場ジャーナリスト） - 螢雪次朗
- 高樹沙織（売れっ子ピアニスト） - 近藤里沙
- 山崎一太 - 大門正明

沙織の所属レコード会社のプロデューサー。社運をかけ、豪腕を駆使して沙織を売り出そうとする。
- 根岸瑞枝（山梨の根岸助産院の助産師） - 赤座美代子
- 山梨県立山梨第一高等学校の用務員（瞳がかつて勤務していた高校の用務員・20年前から在職） - 大島蓉子
- 山梨のマウントレンタカーの店員 - 神戸浩
- 木村早苗（高樹ピアノ教室の受付嬢） - おおたにまいこ
- 管理人 - 友寄
- 山梨県立山梨第一高等学校の校長 - 田口主将
- リポーター - 小河慶子
- 高樹沙織全国ツアー発表会見のインタビュアー - 渡辺健
- フォトエージェンシーの社員 - 田中啓三
- 警視庁東杉並警察署警務課 - 小林裕之
- 秋吉貢（フリーライター） - 中村嘉夫
- 福原瞳 - 若村麻由美

福原忠雄の妹。13年前、山梨県立山梨第一高等学校の教師をしていたが、ある事情で退職し直後自殺する。
- ピアノ指導 - 宮津まり子

## スタッフ
- 脚本 - 後藤法子（第1作・第2作）、森下直（第3作）、武田有起（第4作）、吉田康弘（第5作）
- 監督 - 倉貫健二郎
- 技術協力 - 東通
- 美術協力 - 山崎美術
- 協力 - 遺品整理ネクスト
- プロデューサー - 安井一成、深沢義啓（朝日放送）・加藤章一、塚原あゆ子（ドリマックス・テレビジョン）
- 製作 - ABC、ドリマックス・テレビジョン

## エピソードリスト
| 話数 | エピソードタイトル                                                                                               | 初回放送日    | 脚本     | 監督       | 視聴率 |
| --- | --- | ------------- | -------- | ---------- | ------ |
| 1 | 〜美人OLの封印された過去！ 連続レイプ殺人事件に狂わされた人生… 遺品整理人は見た!! 涙の復讐劇に秘められた真実〜   | 2009年5月16日 | 後藤法子 | 倉貫健二郎 | 12.6%  |
| 無理心中事件で男女とも死亡した。死んだ男は、20年前の連続婦女暴行殺人事件で娘を失い、自ら犯人を殺したとして逮捕された過去があった。しかしその事件の裏には･･･ | |               |          |            |        |
| 2 | 〜白骨遺体が語る愛憎劇！美人妻と愛人との交錯する執念… 遺品整理屋は見た!! 15年前の誓い…哀しき殺人者の逃亡の果て   | 2010年9月18日 | 後藤法子 | 倉貫健二郎 | 11.8%  |
| 15年前の真夜中、ある殺人事件が起こり、誰にも気づかれぬまま時効を迎えようとしていた。その時効直前、一人の中年男が不審な死を遂げた。そして、15年も失踪していた男と、崩壊していた2組の家庭の愛を巻き込み、事件の歯車が大きく回り始めた。                                                                | |               |          |            |        |
| 3 | 〜美人社長の笑顔に秘められた壮絶人生！ 介護ビジネスに渦巻く欲望の罠と連続殺人の謎？遺品が語る転落死の真実とは？  | 2012年1月21日 | 森下直   | 倉貫健二郎 | 14.6%  |
| 生前予約で遺品整理契約を交わしていた奈央の顧客・金子が死亡した。死ぬ間際に「自分で足を滑らせた」と言い残したため、警察では事故死と処理された。遺品整理が進む中、「金子さんは事故ではなく殺された」という介護ヘルパーの告発により、介護ビジネスの闇と金子の過去が絡んだ殺人事件の真相が暴き出される。 | |               |          |            |        |
| 4 | 美人看護師殺人事件！崖っぷちの毒草が真実を語る!! 遺族の悲しい復讐と涙で滲む父娘の再会                            | 2013年5月25日 | 武田有起 | 倉貫健二郎 | 11.6%  |
| 南房総で、ひとりの看護師が崖から転落死した。父親から遺品の「ゴミ処分」を依頼された各務は、転落死を他殺と見抜く。娘は、恋人が3年前に起こした自動車事故の被害者への償いを行っていた。そして、その自動車事故の真相が明らかになるにつれ、各務と奈央の周辺に危険が襲いかかる。                            | |               |          |            |        |
| 5 | 狙われた天才ピアニストと美貌の母！ 留守電に残された死者からのメッセージ!? 究極の母性が隠蔽した13年前の驚愕の真実 | 2014年6月21日 | 吉田康弘 | 倉貫健二郎 | 08.2%  |
| 各務は入水自殺したというフリーライターの遺品整理を請け負うことになった。自殺ではなく他殺ではないかと疑惑を抱き調査を開始し、売れっ子ピアニスト母娘の秘密、亡きライターの妹の自殺、13年前に山梨で発生した練炭による集団自殺の謎が明らかとなる。                                                       | |               |          |            |        |

- 視聴率はビデオリサーチ調べ、関東地区・世帯